# Le Conte du meunier
Le Conte du meunier (The Miller's Tale en moyen anglais) est le deuxième des Contes de Canterbury de Geoffrey Chaucer.

## Résumé
Lorsque le Chevalier termine son conte, les autres pèlerins sont admiratifs. Alors que l'Aubergiste donne la parole au Moine, il est grossièrement interrompu par le Meunier, bien décidé à « payer de retour » le Chevalier avec sa propre histoire.
L'histoire est celle de Jean, un charpentier d'Oxford qui héberge chez lui un étudiant de l'université nommé Nicolas. Celui-ci séduit l'épouse du charpentier, Lison, qui est beaucoup plus jeune que son mari. Malin, Nicolas conçoit une supercherie pour éloigner le charpentier : il lui fait croire que Dieu va bientôt ravager le monde dans un second Déluge. Le charpentier, crédule, met en pratique son idée de suspendre des baignoires en bois au toit de sa demeure dans l'attente du cataclysme. Tous trois y montent pour la nuit, mais une fois le charpentier endormi, Nicolas et Lison redescendent passer la nuit ensemble dans son lit.
Absalon, un autre soupirant de Lison, vain et efféminé, se présente alors à la fenêtre de sa chambre dans l'espoir d'obtenir un baiser. La jeune femme lui présente ses fesses, qu'il embrasse à pleine bouche. Furieux, Absalon se rend chez un forgeron voisin, d'où il repart avec un fer chauffé au rouge. Il retourne sous les fenêtres de Lison et quémande à nouveau un baiser. Cette fois-ci, c'est Nicolas qui lui présente ses fesses, et c'est donc lui qui reçoit la punition d'Absalon. Il hurle de douleur et réclame à grands cris de l'eau. Ses plaintes réveillent le charpentier, qui croit le Second Déluge venu. Il coupe les cordes reliant sa baignoire au toit, tombe dans la rue et se casse le bras. Attirés par le bruit, les voisins arrivent et se moquent de lui, le traitant de fou.

## Sources et rédaction
L'histoire du Meunier présente de nombreuses ressemblances avec un conte flamand du XIVe siècle intitulé Heile van Beersele. Sa situation au sein des Contes de Canterbury (il est une réponse directe au Conte du Chevalier, et reçoit à son tour une réponse directe avec Le Conte du régisseur) laisse à penser qu'il a été rédigé après que Chaucer a décidé de concevoir les Contes comme un recueil de contes possédant une structure interne propre, fondée sur les relations entre les pèlerins raconteurs d'histoires.

## Analyse
Le Conte du meunier est un fabliau construit en opposition directe avec Le Conte du chevalier qui le précède, dont il constitue une véritable parodie. Ainsi, les deux soupirants de la femme du charpentier correspondent aux chevaliers Arcite et Palamon, Lison elle-même est à l'opposé d'Émilie, et le passage d'une Athènes antique à l'Oxford contemporaine permet d'ancrer le conte dans une réalité concrète, loin des paysages grandioses des romans courtois.

## Adaptations
Le Conte du meunier est le premier épisode de la mini-série The Canterbury Tales, diffusée sur BBC One en 2003. L'intrigue est adaptée à un contexte contemporain : le charpentier devient propriétaire de pub, son épouse la reine du karaoké qu'il organise tous les samedis soirs, et l'étudiant devient un arnaqueur qui se fait passer pour un découvreur de talents.